# Пограничная волость
Пограни́чная во́лость — административно-территориальная единица 3-го уровня и муниципальное образование со статусом сельского поселения в Красногородском районе Псковской области России.
Административный центр — деревня Покровское.

## География
Территория волости граничит на севере с Красногородской волостью Красногородского района, на востоке — с Опочецким районом, на юге — с Себежским районом Псковской области РФ, на западе — с Карсавским и Циблским краями Латвии.
На территории волости расположены озёра: Высокое или Татаринское (4,0 км², глубиной до 2,5 м), Питель (3,8 км², глубиной до 4,5 м), Синее или Зилэзерс (1,9 км², глубиной до 6 м), Паинское (1,1 км², глубиной до 3,8 м), Рыжее или Рыжье или Покровское (1,1 км², глубиной до 4 м) и др.

## История
Постановлением Псковского областного Собрания депутатов от 26 января 1995 года все сельсоветы в Псковской области были переименованы в волости, в том числе Пограничный сельсовет был превращён в Пограничную волость с центром в деревне Кресты.
Законом Псковской области от 28 февраля 2005 года в границах волости было также создано муниципальное образование Пограничная волость со статусом сельского поселения с 1 января 2006 года в составе муниципального образования Красногородский район со статусом муниципального района.
На референдуме 11 октября 2009 год было поддержано объединение Покровской и Пограничной волостей. Законом Псковской области от 3 июня 2010 года Покровская волость (с центром в д. Покровское) была упразднена и включена в состав Пограничной волости, административный центр которой был перенесён из деревни Кресты в деревню Покровское.

## Население
| 2002 | 2010 | 2012 | 2013 | 2014 | 2015 | 2016 |
| ---- | ---- | ---- | ---- | ---- | ---- | ---- |
| 642  | ↗851 | ↘812 | ↘783 | ↘774 | ↗792 | ↘769 |
| 2017 | 2018 | 2019 | 2020 | 2021 |      |      |
| ↘730 | ↗736 | ↘711 | ↘693 | ↘680 |      |      |

## Населённые пункты
В состав Пограничной волости входят 60 деревень: 
| №  | Населённый пункт | Тип     | Население |
| -- | ---------------- | ------- | --------- |
| 1  | Агарышево        | деревня | ↘23       |
| 2  | Александрово     | деревня | ↘12       |
| 3  | Бараны           | деревня | ↘10       |
| 4  | Барашково        | деревня | ↘16       |
| 5  | Березавец        | деревня | →0        |
| 6  | Березница        | деревня | ↘4        |
| 7  | Бличино          | деревня | ↘5        |
| 8  | Братниково       | деревня | →0        |
| 9  | Бриданово        | деревня | ↘3        |
| 10 | Богородицкое     | деревня | ↘0        |
| 11 | Веселово         | деревня | ↘3        |
| 12 | Вярьмово         | деревня | ↘8        |
| 13 | Габоны           | деревня | ↘0        |
| 14 | Ганьково         | деревня | ↗29       |
| 15 | Дымово           | деревня | →0        |
| 16 | Жеребино         | деревня | ↘21       |
| 17 | Золотово         | деревня | ↘112      |
| 18 | Ионики           | деревня | ↘7        |
| 19 | Кашево           | деревня | ↘17       |
| 20 | Ключки           | деревня | ↘1        |
| 21 | Креневка         | деревня | ↘1        |
| 22 | Кресты           | деревня | ↘164      |
| 23 | Кривино          | деревня | →1        |
| 24 | Кривины          | деревня | ↘4        |
| 25 | Кунгово          | деревня | ↗10       |
| 26 | Луги             | деревня | ↘5        |
| 27 | Люмжево          | деревня | ↘1        |
| 28 | Лямоны           | деревня | ↘16       |
| 29 | Малиновка        | деревня | →2        |
| 30 | Межупры          | деревня | ↘3        |
| 31 | Мекшино          | деревня | →0        |
| 32 | Мильцево         | деревня | ↘0        |
| 33 | Минино           | деревня | ↘15       |
| 34 | Мителевка        | деревня | →0        |
| 35 | Мозули           | деревня | ↘17       |
| 36 | Мутолевка        | деревня | →0        |
| 37 | Мыза             | деревня | ↘3        |
| 38 | Мышково          | деревня | ↘4        |
| 39 | Нивки            | деревня | ↘1        |
| 40 | Овсянки          | деревня | ↘7        |
| 41 | Пиково           | деревня | ↘0        |
| 42 | Плешивка         | деревня | ↗2        |
| 43 | Поинье           | деревня | ↘6        |
| 44 | Покровское       | деревня | ↘153      |
| 45 | Поляково         | деревня | ↘0        |
| 46 | Пушмачи          | деревня | ↘7        |
| 47 | Пушмачи          | деревня | →0        |
| 48 | Растворы         | деревня | ↘0        |
| 49 | Рогаткино        | деревня | ↘17       |
| 50 | Рудиновка        | деревня | ↘6        |
| 51 | Рушково          | деревня | ↘0        |
| 52 | Рынжево          | деревня | →5        |
| 53 | Татарино         | деревня | ↘4        |
| 54 | Треньки          | деревня | ↘96       |
| 55 | Трибесово        | деревня | ↗23       |
| 56 | Тупичино         | деревня | ↘8        |
| 57 | Челаново         | деревня | ↘5        |
| 58 | Чурово           | деревня | ↘4        |
| 59 | Шаршановка       | деревня | ↘0        |
| 60 | Ширяево          | деревня | ↘1        |